# يوسف الكبيسي
يوسف الكبيسي (مواليد 16 مارس 1993، لاعب كرة قدم قطري يجيد اللعب في خط الهجوم لعب سابقاً مع نادي قطر.